# Princesa (F-62)
La corbeta Princesa (F-62) fue un escolta costero sencillo y económico de la Armada Española, que a pesar de su sencillez dio bastantes quebraderos de cabeza a la industria naval española de la época para construirlas.

## Historia
Fue el primero de los buques de su clase en ser construido según el proyecto modificado, al contrario que la Atrevida que fue modernizada a posteriori y la Descubierta, que no fue modernizada.
Sirvió como buque de adiestramiento, así como en labores de vigilancia y patrulla de las aguas jurisdiccionales. 
El 12 de enero de 1968, disparó al aire sobre el pesquero italiano Tornado, que pescaba ilegalmente en aguas del banco pesquero sahariano, por entonces español, y que se negó a detenerse.
El 12 de septiembre de 1968, la corbeta Princesa zarpó transportando la llama olímpica, que fue entregada como último relevista en España por Cristóbal Colón de Carvajal, hijo del Duque de Veragua, desde Palos, Huelva, con rumbo en primer lugar a Las Palmas de Gran Canaria y a continuación a San Sebastián de la Gomera, y desde el citado puerto canario hasta la isla de San Salvador, en donde tomó el relevo el cañonero Durango. Por ésta navegación, tanto la corbeta, como su comandante, fueron condecorados con la medalla al mérito deportivo.
En noviembre de 1974, apresó al pesquero soviético Orphey cuando faenaba ilegalmente en aguas canarias.
En los años 80, fue dedicada a funciones de patrullero de altura, para la vigilancia de la Zona Económica Exclusiva, cambiando en su numeral la F, primero por la PA y posteriormente en 1986 por la P.
En septiembre de 1985, escoltó a los participantes en la I Regata Oceánica V Centenario, que discurrió desde Palos de la Frontera hasta La Gomera.
Finalmente, en 1991 fue dada de baja y hundida el 17 de septiembre de 1992 en el ejercicio Sinkex'92 como buque objetivo.

### Buques de la clase
- Descubierta (F-51)
- Atrevida (F-61)
- Diana (F-63)
- Nautilus (F-64)
- Villa de Bilbao (F-65)